# 박영태 (배우)
박영태(朴永泰, 1946년 12월 17일 ~ )는 대한민국의 배우이다.
1970년 MBC 3기 공채 탤런트로 데뷔했다. 주요 출연작으로는 (MBC) 한백년, 3840 유격대, 제5공화국, 며느리와 며느님, 대장금 등이 있다.

## 출연작

### 방송
- 1973년 《한백년》 (MBC)
- 1976년 《거상 임상옥》 (MBC)
- 1978년 《X 수색대》 (MBC)
- 1978년 《청춘의 덫》 (MBC)
- 1978년 《우주탐험대》 (MBC)
- 1979년 《봄비》 (MBC)
- 1979년 《최후의 증인》 (MBC)
- 1980년 《전원일기》 (MBC) - 각종 단역
- 1981년 《제1공화국》 (MBC) - 이승만 비서 역
- 1982년 《포로들》 (MBC)
- 1982년 《백산 안희제》 (MBC)
- 1983년 《무역왕 최봉준》 (MBC)
- 1983년 《추동궁 마마》 (MBC) - 조민수 역
- 1983년 《뿌리깊은 나무》 (MBC
- 1983년 《3840 유격대》 (MBC) - 김성도 역
- 1984년 《설중매》 (MBC) - 신수근 역
- 1985년 《갯마을》 (MBC)
- 1985년 《남자의 계절》 (MBC)
- 1986년 《그의 아내》 (MBC) - 기자 역
- 1986년 《남한산성》 (MBC) - 신경진 역
- 1987년 《아름다운 밀회》 (MBC)
- 1987년 MBC 미니시리즈 《막차로 온 손님들》 (MBC) - 충현 역
- 1988년 《선생님 우리 선생님》 (MBC)
- 1988년 《인현왕후》 (MBC) - 김창집 역
- 1988년 《또래와 뚜리》 (MBC) - 신 선생 역
- 1988년 《인간시장》 (MBC)
- 1988년 《대검자》 (MBC)
- 1988년 《한중록》 (MBC) - 김치인 역
- 1989년 《황제를 위하여》 (MBC)
- 1989년 《백범일지》 (MBC) - 윤봉길 역
- 1989년 《제5열》 (MBC)
- 1989년 《파문》 (MBC)
- 1989년 《제2공화국》 (MBC) - 이성우 역
- 1990년 《대원군》 MBC)
- 1990년 《나의 어머니》 (MBC)
- 1990년 《반민특위》 (MBC) - 김상돈 역
- 1991년 《내 마음은 호수》 (MBC)
- 1991년 《고개숙인 남자》 (MBC)
- 1991년 《동의보감》 (MBC)
- 1991년 《은하수를 아시나요 》 (SBS)
- 1993년 《나팔꽃》
- 1993년 《제3공화국》 (MBC) - 양일동 역
- 1993년 《파일럿》 (MBC)
- 1993년 《칼울음소리》 (MBC)
- 1994년 《M》 (MBC)
- 1994년 《아들의여자》 (MBC)
- 1994년 《야망》 (MBC)
- 1995년 《모래시계》 (SBS)
- 1995년 《거미》 (MBC)
- 1995년 《제4공화국》 (MBC) - 영화감독 신상옥 역
- 1995년 《코리아게이트》 (SBS)
- 1995년 《연애의 기초》 (MBC)
- 1995년 《김구》 (KBS1)
- 1996년 《애인》 (MBC)
- 1996년 《미망》 (MBC)
- 1996년 《환상여행》 (MBC)
- 1997년 《신데렐라》 (MBC)
- 1997년 《예스터데이》 (MBC)
- 1997년 《방울새》 (MBC)
- 1998년 《진달래꽃 필때까지》 (KBS2)
- 1998년 《대왕의 길》 (MBC)
- 1998년 《미우나 고우나》 (SBS)
- 1998년 《삼김시대 》 (SBS) 권익현 역
- 1998년 《홍길동》 (SBS)
- 1998년 《여자 대 여자》 (MBC)
- 1999년 《달콤한 신부》 (SBS)
- 1999년 《우리가정말사랑했을까》 (MBC)
- 1999년 《청춘의덫》 (SBS)
- 1999년 《토마토》 (SBS)
- 2001년 《홍국영》 (MBC)
- 2002년 《제국의 아침》 (KBS1)
- 2002년 《장희빈》 (KBS2)
- 2002년 《고독》 (KBS2)
- 2003년 《사막의 샘》 (MBC)
- 2003년 《대장금》 (MBC) - 좌찬성 -> 우의정 -> 좌의정 역
- 2004년 《영웅시대》 (MBC)
- 2005년 《제5공화국》 (MBC) - 전남·북계엄사령관 윤흥정 중장 역
- 2005년 《영재의 전성시대》 (MBC)
- 2006년 《주몽》 (MBC)
- 2007년 《문희》 (MBC)
- 2007년 《사랑하기 좋은 날》 (SBS)
- 2008년 《신의 저울》 (SBS) - 최석영 역 (특별출연)
- 2008년 《며느리와 며느님》 (SBS)
- 2009년 《태희 혜교 지현이》 (MBC)

## 수상
- MBC 공채3기 탤런트
- 핑크리본연예대상
- 제3회 한국잡지기자협회 연기대상
- MBC사장 감사패
- 한국방송연기자노동조합 4대위원장 역임